# Table des caractères Unicode/U1780
Cette page contient des caractères spéciaux ou non latins. S’ils s’affichent mal (▯, ?, etc.), consultez la page d’aide Unicode.
Table des caractères Unicode U+1780 à U+17FF.

## Khmer (ou cambodgien)(Unicode 3.0 à 4.0)
Caractères utilisés pour l’écriture avec l’alphasyllabaire khmer, principalement utilisée au Cambodge : consonnes, voyelles indépendantes, voyelles inhérentes, signes voyelles et autres diacritiques, symbole monétaire et signes divers, chiffres décimaux et chiffres divinatoires.
Les caractères U+17B6 à U+17D1, U+17D3 et U+17DD sont des signes diacritiques, qui se combinent avec la lettre qu’ils suivent ; ils sont combinés ici avec la lettre khmère kha « ខ » (U+1781) à des fins de lisibilité.
Le caractère U+17D3 (signe khmer bathamasat) était au départ prévu comme partie des symboles de calendrier lunaire. L’utilisation de ce caractère est fortement découragée en faveur du nouvel ensemble complet de symboles de calendrier lunaire : voir U+19E3 (symbole khmer bathamasat) et suivants dans le bloc des symboles khmers.
Le caractère U+17D2 (signe khmer coeng) est un contrôle de format indiquant que la lettre khmère codée après ce signe devrait être rendu sous forme souscrite. La forme affichée quand le signe n’est pas suivi d’une lettre khmère est arbitraire, et le signe n’est normalement pas affiché lui-même.
Note : les diacritiques U+17C1 à U+17C3 doivent impérativement apparaître à gauche de la lettre qu’ils modifient (sinon cela causerait de sérieux problèmes d’interprétation à la lecture). Les diacritiques U+17BE à U+17C0, U+17C4 et U+17C5 sont composés de deux parties à gauche et à droite. De nombreux systèmes et navigateurs n’ordonnent pas correctement ces diacritiques à l’affichage. L’installation de polices khmères intégrant ce réarrangement devrait régler le problème.

### Table des caractères
| en fr  | 0 | 1 | 2 | 3 | 4        | 5        | 6 | 7 | 8 | 9 | A | B | C | D | E | F |
| ------ | - | - | - | - | -------- | -------- | - | - | - | - | - | - | - | - | - | - |
| U+1780 | ក | ខ | គ | ឃ | ង        | ច        | ឆ | ជ | ឈ | ញ | ដ | ឋ | ឌ | ឍ | ណ | ត |
| U+1790 | ថ | ទ | ធ | ន | ប        | ផ        | ព | ភ | ម | យ | រ | ល | វ | ឝ | ឞ | ស |
| U+17A0 | ហ | ឡ | អ | ឣ | ឤ        | ឥ        | ឦ | ឧ | ឨ | ឩ | ឪ | ឫ | ឬ | ឭ | ឮ | ឯ |
| U+17B0 | ឰ | ឱ | ឲ | ឳ | V I K A’ | V I K AA | ខា | ខិ | ខី | ខឹ | ខឺ | ខុ | ខូ | ខួ | ខើ | ខឿ |
| U+17C0 | ខៀ | ខេ | ខែ | ខៃ | ខោ        | ខៅ        | ខំ | ខះ | ខៈ | ខ៉ | ខ៊ | ខ់ | ខ៌ | ខ៍ | ខ៎ | ខ៏ |
| U+17D0 | ខ័ | ខ៑ | ្  | ខ៓ | ។        | ៕        | ៖ | ៗ | ៘ | ៙ | ៚ | ៛ | ៜ | ខ៝ |   |   |
| U+17E0 | ០ | ១ | ២ | ៣ | ៤        | ៥        | ៦ | ៧ | ៨ | ៩ |   |   |   |   |   |   |
| U+17F0 | ៰ | ៱ | ៲ | ៳ | ៴        | ៵        | ៶ | ៷ | ៸ | ៹ |   |   |   |   |   |   |

### Version initiale Unicode 3.0
| v · d · m | 0 | 1 | 2 | 3 | 4        | 5        | 6 | 7 | 8 | 9 | A | B | C | D | E | F |
| --------- | - | - | - | - | -------- | -------- | - | - | - | - | - | - | - | - | - | - |
| U+1780    | ក | ខ | គ | ឃ | ង        | ច        | ឆ | ជ | ឈ | ញ | ដ | ឋ | ឌ | ឍ | ណ | ត |
| U+1790    | ថ | ទ | ធ | ន | ប        | ផ        | ព | ភ | ម | យ | រ | ល | វ | ឝ | ឞ | ស |
| U+17A0    | ហ | ឡ | អ | ឣ | ឤ        | ឥ        | ឦ | ឧ | ឨ | ឩ | ឪ | ឫ | ឬ | ឭ | ឮ | ឯ |
| U+17B0    | ឰ | ឱ | ឲ | ឳ | V I K A’ | V I K AA | ខា | ខិ | ខី | ខឹ | ខឺ | ខុ | ខូ | ខួ | ខើ | ខឿ |
| U+17C0    | ខៀ | ខេ | ខែ | ខៃ | ខោ        | ខៅ        | ខំ | ខះ | ខៈ | ខ៉ | ខ៊ | ខ់ | ខ៌ | ខ៍ | ខ៎ | ខ៏ |
| U+17D0    | ខ័ | ខ៑ | ្  | ខ៓ | ។        | ៕        | ៖ | ៗ | ៘ | ៙ | ៚ | ៛ | ៜ |   |   |   |
| U+17E0    | ០ | ១ | ២ | ៣ | ៤        | ៥        | ៦ | ៧ | ៨ | ៩ |   |   |   |   |   |   |
| U+17F0    |   |   |   |   |          |          |   |   |   |   |   |   |   |   |   |   |

### Compléments Unicode 4.0
| v · d · m | 0 | 1 | 2 | 3 | 4 | 5 | 6 | 7 | 8 | 9 | A | B | C | D | E | F |
| --------- | - | - | - | - | - | - | - | - | - | - | - | - | - | - | - | - |
| U+17D0    |   |   |   |   |   |   |   |   |   |   |   |   |   | ខ៝ |   |   |
| U+17F0    | ៰ | ៱ | ៲ | ៳ | ៴ | ៵ | ៶ | ៷ | ៸ | ៹ |   |   |   |   |   |   |